# Battaglia di Zaveh
La battaglia di Zāveh (in persiano جنگ زاوه‎, Jang-e Zāveh) fu combattuta il 18 luglio del 1342 tra gli eserciti dei Sarbadār e dei Kartidi. Fin dalla loro comparsa come forza politica nel Grande Khorasan, i Sarbadār si batterono per estendere la loro influenza nell'Iran nord-orientale e per difendersi contro le forze del pretendente Īl-Khān mongolo Ṭoghā Temūr che intendeva riprendere il controllo del Khorāsān. 

Muʿizz al-Dīn Ḥusayn, signore dei Kartidi di Herāt riconobbe la sovranità di Ṭoghā Temūr e, quando i Sarbadār si assicurarono il controllo del Khorāsān, pensarono di eliminare la minaccia kartide a est.
I Sarbadār attaccarono il territorio kartide nel 1342, scontandosi con il loro esercito a Zāveh (oggi chiamata Torbat-e Ḥeydariyyeh) il 18 luglio del 1342. Inizialmente la battaglia fu favorevole ai Sarbadār ma quando Ḥasan Jūrī cadde prigioniero e fu ucciso, i suoi sostenitori credettero che egli fosse stato assassinato dagli uomini legati al vecchio signore sarbadaride Vajīḥ al-Dīn Masʿūd e si ritirarono dallo scontro. 

La ritirata dei seguaci di Ḥasan Jūrī fece mutare le sorti della battaglia in senso favorevole ai Kartidi e i Sarbadār furono costretti ad abbandonare il Khorāsān. In seguito a rientro in patria, Vajīḥ al-Dīn Masʿūd tentò di governare senza il sostegno dei dervisci, ma il suo potere si indebolì in misura notevole.